# Iulian Bulai
Iulian Bulai (né en 1987) est un homme politique roumain,. Il a été élu à la Chambre des députés de Roumanie en 2016 et réélu en 2020. Depuis juin 2022, il est président du groupe ALDE à l'Assemblée parlementaire du Conseil de l'Europe,.

## Jeunesse et Education
Bulai est né en 1987 dans Județ de Neamț, en Roumanie.
Il a terminé son éducation dans un lycée franciscain. En 2008, Bulai s'est inscrit à l'école d'art Einar Granum à Oslo, en Norvège. Il a ensuite été transféré à l'Académie nationale des arts d'Oslo et y a étudié de 2009 à 2012, obtenant un baccalauréat en arts visuels. En 2011, il participe à un programme Erasmus à l'Académie des Arts de Lisbonne.
En 2012, Bulai commence une maîtrise à l'Académie centrale des beaux-arts de Pékin avant de poursuivre ses études à l'Académie nationale des arts d'Oslo. En 2014, il entame un deuxième master axé sur les relations internationales et la diplomatie culturelle. Le premier semestre de ce programme s'est déroulé à l'Institut de diplomatie culturelle de Berlin, tandis que le deuxième semestre s'est déroulé à Sienne, en Italie.

## Carrière
En 2016, Bulai est retourné en Roumanie et est devenu le président fondateur de la section de l'Union sauvez la Roumanie (USR) du comté de Neamț. Par la suite, il a participé aux élections législatives. Dès le début de son activité politique, Iulian Bulai a fait campagne sur l'importance de la construction d'autoroutes, qui relieraient la région de Moldavie aux autres régions historiques de Roumanie. Bulai était un agent de liaison en termes de communication et d'interaction entre la société civile et les autorités centrales,,,. En tant que candidat principal de l'USR Neamț, il a été élu au Parlement roumain.
Au cours de son premier mandat, Bulai a siégé dans plusieurs commissions. Il faisait partie de la commission à la Culture, Arts et les Médias ; la commission à l'Égalité des chances pour les femmes et les hommes, dont il a été vice-président jusqu'en septembre 2019 ; et la commission des Affaires européennes à partir de septembre 2019. En outre, il a occupé le poste de vice-président du groupe parlementaire USR de février à décembre 2020 et a été secrétaire de la Chambre des députés entre septembre 2018 et février 2019. Il a présenté 151 propositions législatives, dont d'importantes concernant les lois sur l'adoption, la loi Magnitski  et la suppression de certaines institutions financées par l'État,.
En janvier 2019, Bulai a rejoint l'Assemblée parlementaire du Conseil de l'Europe (APCE). En septembre 2019, il a été élu vice-président du parti Union sauvez la Roumanie.
Lors des élections législatives du 6 décembre 2020, Bulai était le principal candidat de la coalition USR-PLUS dans le comté de Neamț et a été réélu au Parlement,. Au cours de son deuxième mandat, il a pris la direction de la commission de la culture, des arts et des médias et est membre de la commission des affaires européennes.
Son rapport a conduit, en octobre 2023, à une résolution significative pour l'Ukraine et l'histoire de l'Europe. L'APCE a condamné la guerre menée par la Russie contre l'Ukraine, soulignant l'importance de respecter les normes du Conseil de l'Europe et appelant à « un front uni pour mettre fin à l'agression et parvenir à une paix globale, juste et durable, garantissant que l'État de droit prévaut sur la règle de la force. » 